# ميغيل غوميز باو
ميغيل غوميز باو (بالإسبانية: Miguel Gómez Bao)‏ هو صحفي وممثل أرجنتيني وإسباني، ولد في 1894 في الأرجنتين، وتوفي بنفس المكان في 17 سبتمبر 1961.

## وصلات خارجية
- ميغيل غوميز باو على موقع IMDb (الإنجليزية)